# Kluzné ložisko

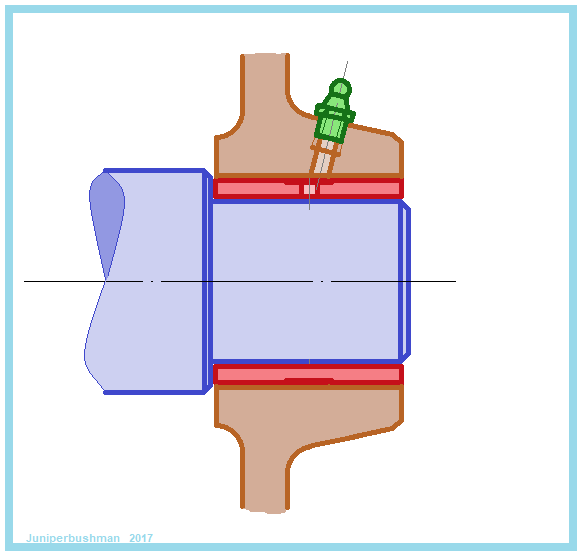
Kluzné ložisko s nalisovaným pouzdrem a maznicí

Kluzné ložisko je část strojního zařízení, kde se při vzájemné rotaci přenášejí tlakové síly mezi čepem hřídele a protikusem. 

## Rozdělení kluzných ložisek

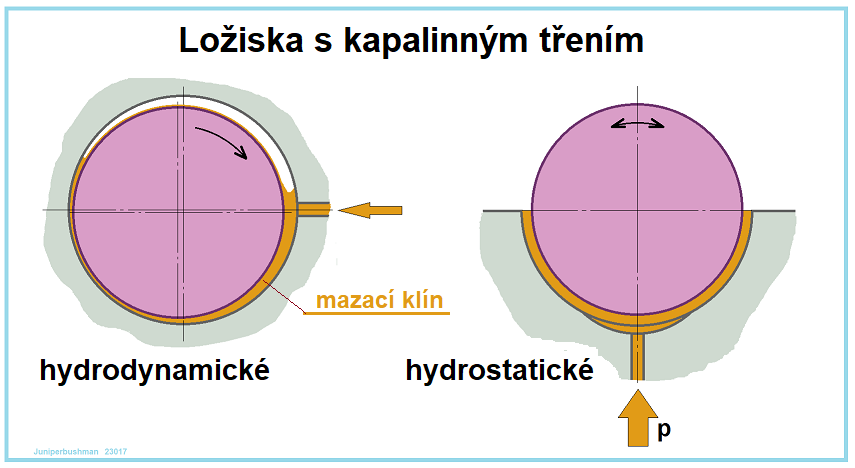
Hydrodynamické a hydrostatické kluzné ložisko

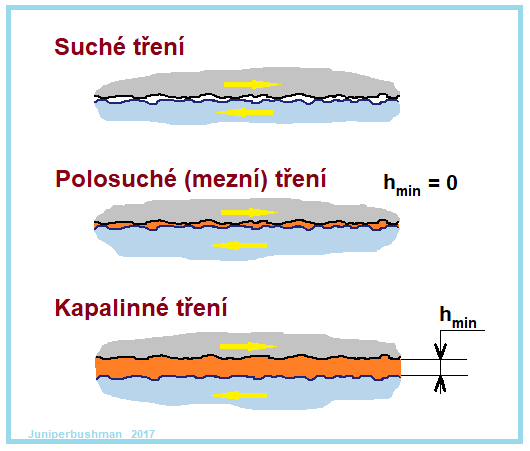
Rozlišení druhů tření

### Podle druhutření
Ložiska se třením kapalinným
Vrstva mazací kapaliny je u těchto ložisek dostatečně velká na to, aby nedocházelo k vzájemnému kontaktu materiálů čepu a výstelky.
- Ložiska hydrodynamická – do ložiska je přiváděn olej před zatěžované místo, do něhož je zanášen díky své viskozitě a kde vytváří souvislou minimální vrstvu, takzvaný mazací klín. Výpočet těchto ložisek je poměrně složitý a hlavním sledovaným parametrem je maximální teplota oleje. Při nízké rychlosti (při rozběhu a doběhu) u nich hrozí vznik polosuchého tření, proto se jako materiál pánve volí materiál s nízkým činitelem tření za přítomnosti maziva, například ložisková kompozice.
- Ložiska hydrostatická – do ložiska je přiváděn tlakový olej do zatíženého místa, kde hydrostaticky odtlačuje čep od pánve.
  - částečná – olej je přiveden pouze do jedné části pánve a působí tak maximálně na polovině obvodu
  - úplná – olej se přivádí do více míst a působí tak po celém obvodu pánve, používá se při proměnném směru zatížení

Ložiska s polosuchým (mezním) třením
Plochy jsou ošetřeny mazivem, ale není zaručena souvislá vrstva maziva, která by zabránila přímému kontaktu materiálů. Rozměry ložiska se stanoví podle údajů tabulek, v nichž je podle účelu použití doporučen materiál, jeho únosnost (dovolený tlak) a poměr délky a průměru čepu. Řadíme sem i ložiska ze samomazných materiálů a ložiska mazaná tuhými mazivy.
U těchto ložisek dochází při déle trvajícím klidu k vytlačení maziva mimo styčná místa a tak se mohou při rozběhu chovat jako ložiska se suchým třením. Proto se povrch jejich pánví upravuje tak, že se na něm vytvářejí tzv. mazací kapsy tj. důlky v nichž se udrží trochu maziva. Podobný efekt lze docílit zaškrabáním povrchu pánve.
Ložiska se suchým třením
Plochy nejsou ošetřeny žádným mazivem a dochází tak k plošnému kontaktu materiálů.
Odpor v ložiskách se suchým a polosuchým třením se nazývá čepové tření.

### Podle směru zatížení
- radiální – síla působí kolmo na osu otáčení (válcová styková plocha)
- axiální – síla působí ve směru osy otáčení (rovinná styková plocha)
- kombinované – síla může do jisté míry působit v obou směrech (kuželová nebo kulová styková plocha)

### Podle uspořádání
- prosté ložisko – čep se otáčí přímo v díře v tělese –  v odlitcích ze šedé litiny, pro málo zatížené čepy s občasným pohybem
- s pánví 
  - s pánví dělenou – dělenou v ose na takzvané šály, např. ložiska klikových hřídelí
  - s pouzdrem
    - odlitým – do upravené a zaformované díry v tělese se odlije vrstva kompozice, která se následně obrobí
    - zalitým – v odlitku je zalit tzv. zálitek, zejména u odlitků z lehkých slitin nebo plastů
    - zalisovaným – zalisovaným s přesahem do tělesa
    - svinutým  – pouzdro je svinuto z pásku z kluzného materiálu nebo z pásku opatřeného kluznou vrstvou

  - s ložiskovým domkem – přišroubované na rám stroje nebo jako transmisní ložiska 
    - s patkami
    - s přírubou

## Materiály pro kluzná ložiska
Jako materiál čepu se převážně užívá ocel, a to:
- kalená
  - prokalená (zušlechtěná)
  - povrchově kalená
  - cementovaná
- nitridovaná
- tvrdě chromovaná

Jako materiál pánve, eventuálně jako výstelka, se používají:
kovy
- šedá litina  (ČSN 42 2456)
- slitiny
  - cínové kompozice  (ČSN 42 3753)
  - olověné kompozice  (ČSN 42 3721, ČSN 42 3720)
  - cínové bronzy  (ČSN 42 3123, ČSN 42 3016)
  - cínoolověný bronz  (ČSN 42 3122)
  - olověné bronzy  (ČSN 42 3182, ČSN 42 3184)
  - červené bronzy  (ČSN 42 3135, ČSN 42 3137)
  - speciální mosazi  (ČSN 42 3231, ČSN 42 3322)
  - hliníkové ložiskové slitiny  (ČSN 42 3261, ČSN 42 3361)
- spékané pórovité kovové materiály  (tzv. samomazná, nasycená mazivem)

nekovové materiály
- dřevo (např. guajak)
- reaktoplasty
  - fenoplasty
- termoplasty
  - polyamidy
  - polystyrény
  - polyvinylchloridy
  - polytetrafluóretylény (Teflon  PTFE)

## Trendy vývoje
Hlavním oborem využití kluzných hydrodynamických ložisek je uložení klikových hřídelí spalovacích motorů, kde se uplatňuje odolnost těchto ložisek vůči dynamickému zatížení. Zde se prosazují zejména slitiny na bázi Al-Zn, Al-Sn a dále bronzy a mosazi povlakované kluzným polymerovým povlakem. Z ekologických důvodů se omezuje používání olova, které ve slitinách zlepšuje kluzné vlastnosti v oblasti mezního tření.
V ostatních oborech se prosazují zejména kluzná ložiska na bázi různě modifikovaných plastů.

## Výhody kluzných ložisek
- jednoduchá výroba
- konstrukčně dobrá přizpůsobivost
- prostorová nenáročnost
- malá citlivost na otřesy a prach
- snadná opravitelnost

## Nevýhody kluzných ložisek
- velký součinitel tření
- menší únosnost při rozběhu a doběhu
- musí se zaběhávat
- větší spotřeba maziva
- únosnost a trvanlivost je značně závislá na vlastnostech maziva